# Sidi Slimane (Ouargla)
Sidi Slimane (în arabă سيدي سليمان) este o comună din provincia Ouargla, Algeria.
Populația comunei este de 8.072 de locuitori (2008).